# 1697
Cette page concerne l'année 1697  du calendrier grégorien.
L'année 1697 est une année commune qui commence un mardi.

## Événements
- 10 janvier, Indonésie : les habitants du nord de Sulawesi, les Minahasa, signent un traité d’alliance avec les Hollandais[1]. Ils demeurent en fait isolés.
- 13 mars : Nojpetén, la dernière cité maya est occupée par les Espagnols dans le Yucatán[2].

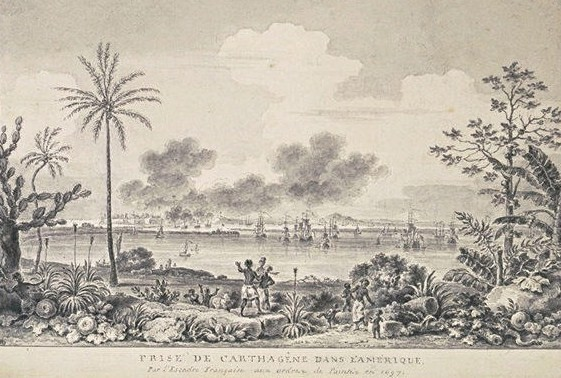
Avril-mai : prise de Carthagène par l'escadre française de Pointis

- 13 avril : une escadre française dirigée par Pointis et Ducasse mouille devant Carthagène des Indes, en Colombie ; la ville assiégée capitule le 2 mai. Pointis occupe Carthagène le 4 et rançonne les habitants. Mécontents du partage, les boucaniers qui ont participé à l'expédition pillent la ville une seconde fois le 30 mai[3].
- 3 mai : le khan de Dzoungarie Galdan meurt après une brève maladie. Son neveu Tsewang Rabtan, fils de Sengge, lui succède comme khan jusqu’en 1727[4].
- 13 juillet : le cosaque Vladimir Atlassov annexe la péninsule du Kamtchatka pour la Russie[5].
- 20 août : André Brue nommé directeur général du commerce français au Sénégal le 4 juin, arrive à Saint-Louis. Il commence ses explorations dans le Bambouk (fin en 1723)[6].

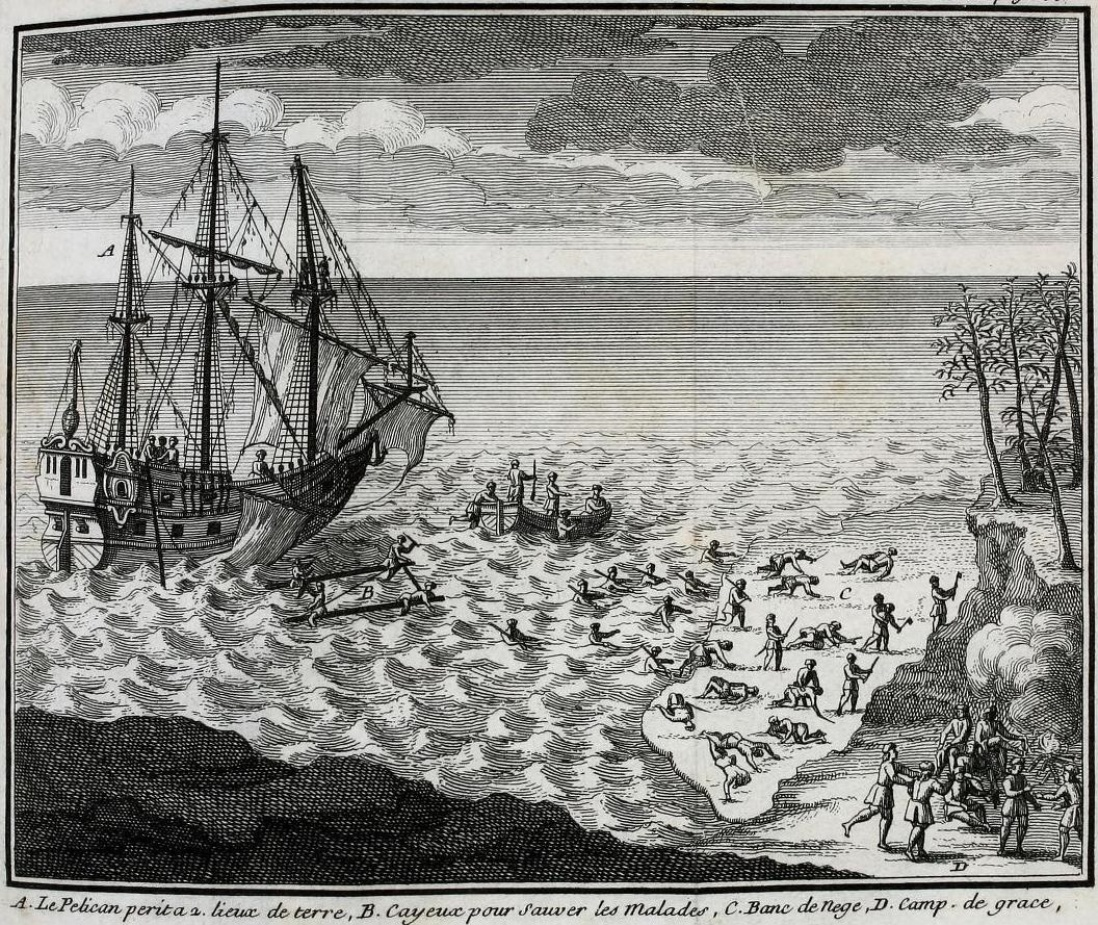
7 septembre : naufrage du Pélican, le navire de Pierre Le Moyne d'Iberville après la bataille de la baie d'Hudson.

- 5 septembre, Canada : victoire navale de Pierre Le Moyne d'Iberville sur les Anglais à la bataille de la baie d'Hudson. Il reprend Fort Nelson dans la « baie du Nord » le 13 septembre[7].
- 17 septembre : Huseyin Pacha Köprülü (Hüseyin Köprülü IV, 1644-1707) est nommé grand vizir de l'Empire ottoman[8].
- 20 - 21 septembre : paix de Ryswick, dont l'objet principal est de mettre fin à la Guerre de la Ligue d'Augsbourg. Les Hollandais doivent rendre Pondichéry à la France[9]. Le traité reconnaît à la France ses conquêtes de la baie d'Hudson au Canada. Elle récupère Terre-Neuve mais ne conserve qu'une partie de l'Acadie[10]. Les Français obtiennent de l'Espagne la reconnaissance de leur occupation de la partie occidentale de l'île d'Haïti (Saint-Domingue)[11].
- Automne : le reste du Champa, annexé par les Vietnamiens, devient la préfecture de Bình Thuận[12].
- 25 octobre : fondation de la mission de Nuestra Señora de Loreto Conchó[13]. Les jésuites espagnols, après avoir installé une mission au sud de l’actuel Arizona (Eusebio Kino, 1691), pénètrent en Basse-Californie.
- Décembre, Tibet : intronisation du 6e dalaï-lama Tsangyang Gyatso[14]. Le régent Sangyé Gyatso envoie son ministre, Shabdrung Ngawang Shonu à la cour Mandchoue pour informer l'Empereur Kangxi de la mort du 5e et de la découverte du 6e dalaï-lama. Le 5e panchen-lama, Lobsang Yeshe, confère les vœux de moine de novice au jeune dalaï-lama qui est intronisé en tant lors d'une cérémonie à laquelle assistent les fonctionnaires du gouvernement tibétain, la population de Lhassa, les princes Mongols et les représentants l'Empereur Kangxi.

- Osei Tutu installe sa capitale à Kumasi[15]. Début de l'expansion du royaume Ashanti en Afrique de l'Ouest (fin en 1712).

### Europe
- 7 janvier : Thomas Aikenhead, étudiant de l'université d'Édimbourg, est la dernière personne à être exécutée pour blasphème dans les Îles Britanniques.
- 23 février : découverte d'un nouveau complot des streltsy contre le tsar en Russie. Le colonel Tsikler, Sokovnine et Fedor Pouchkin sont exécutés début mars[16].

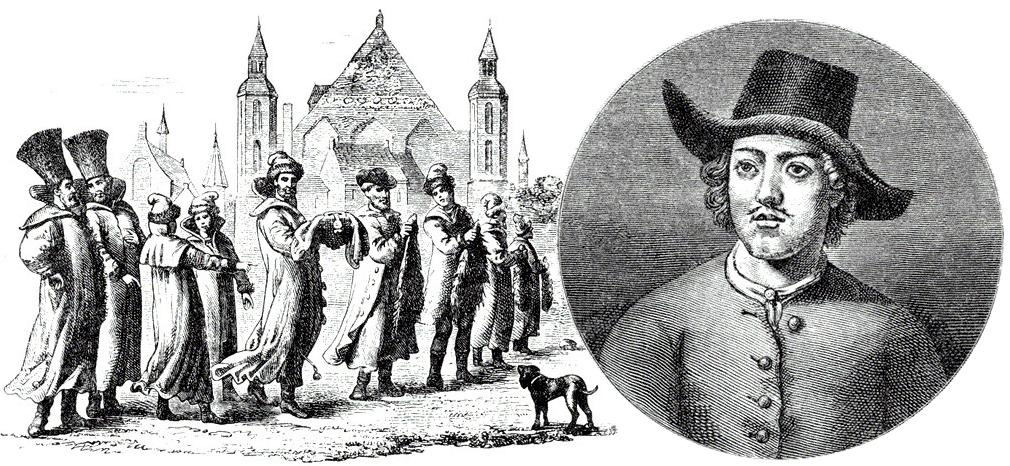
20 mars-4 septembre 1698 : Grande Ambassade

- 20 mars - 4 septembre 1698 (9 mars-25 août 1698 du calendrier julien) : Pierre le Grand visite incognito l’Allemagne, la Hollande, l’Angleterre et Vienne, accompagné par le Suisse Franz Lefort et par Alexandre Menchikov[17]. Ce groupe, connu comme la Grande Ambassade, entreprend l'étude du mode de vie de l'Europe occidentale et étudie les constructions navales et l’industrie occidentale. À Könisberg, le tsar manie les armes et se fait délivrer un brevet de maître d’artillerie, à Amsterdam, il est embauché sur les chantiers de la Compagnie néerlandaise des Indes orientales et participe à la construction d'un navire, comme simple charpentier. Il recrute des capitaines de vaisseau pour sa flotte, de métallurgistes, des soldats et des architectes. En Angleterre, il rencontre Isaac Newton. Son but est de moderniser la Russie en observant ce qui se fait ailleurs. À Vienne, il négocie avec l’empereur pour se rapprocher de la Sainte-Ligue contre les Turcs. La révolte des streltsy le force à accourir à Moscou.
- 5 avril : mort de Charles XI de Suède. Début du règne de Charles XII, roi de Suède (fin en 1718), sous la régence de sa grand-mère Hedwige-Éléonore[18]. Dès l’âge de quinze ans, il doit faire face à une coalition de Frédéric IV de Danemark, d’Auguste II de Pologne et du tsar de Russie Pierre le Grand.
- Avril : le Parlement impose à la Banque d'Angleterre le doublement de son capital pour lui permettre de faire face à la conversion des billets en monnaie, ce qu’elle n’aurait pu faire l’année précédente[19]. Elle reçoit le monopole d’émission des billets et est impliquée dans les affaires de l’État : elle doit escompter les créances de l’État, gérer les emprunts, faire des avances sur le produit des impôts.
- 9 mai : début des pourparlers de paix au congrès de Ryswick[9].

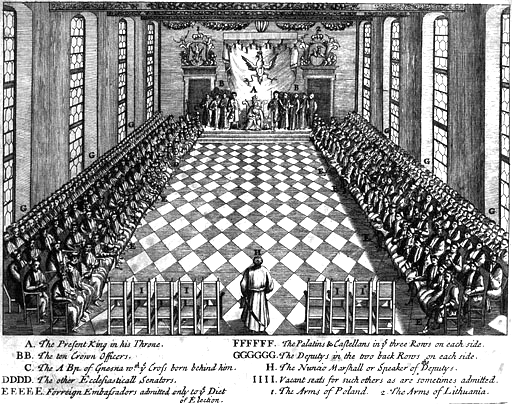
15 mai : Ouverture de la diète d'élection du roi de Pologne ; Auguste II le Fort est élu le 27 juin en compétition avec le prince de Conti.

- 15 mai : ouverture de la diète (Sejm) pour l'élection du roi de Pologne après la mort de Jean III Sobieski ; 18 candidats briguent sa succession[20].
- 2 juin : Frédéric-Auguste, prince de la dynastie des Wettin, protestant, doit se convertir au catholicisme pour accéder au trône de Pologne-Lituanie[21].
- 5 juin : Catinat prend Ath[22].
- 15 juin : ouverture du Parlement de Dublin, exclusivement protestant. Il vote une série de lois pénales interdisant aux catholiques l’accès aux emplois publics, bannissant d’Irlande tout membre du clergé catholique et encourageant les conversions au protestantisme (1697 et 1704) : Bishop's Banishment Act (21 juillet), loi interdisant les mariages mixtes (16 août)[23].
- 15 juin - 10 août : siège de Barcelone par les forces françaises de Vendôme[24].
- 26 juin : élection de François Louis de Conti, le candidat de la France, roi de Pologne[21]. Jacques, fils de Jean III Sobieski, impuissant à se constituer un parti, est écarté. Frédéric-Auguste, électeur de Saxe, candidat de l’Autriche, de la Russie et du Brandebourg, est élu le lendemain par l'opposition.
- 27 juin : le duc de Saxe Auguste II le Fort est élu roi de Pologne après sa conversion au catholicisme, grâce à l’appui de Flemming au détriment du prince de Conti ; il est couronné le 15 septembre[21] (début de la dynastie saxonne). Il règne de 1697 à 1707 et de 1709 à 1733. Il a pour ambition d’unir la Saxe industrielle des mines et du textile et la Pologne agricole par l’annexion des territoires de la Silésie dépendant de la Bohême. Résidant à Dresde, il reste un étranger pour les Polonais.
- 2 juillet : déclaration de Francis Tokaji, capitaine du comte Teleki appelant à la révolte contre les Habsbourg en Haute-Hongrie. La recrudescence du mouvement des mécontents hongrois dans la région de Tokaj est réprimé dans le sang par les Impériaux des comtes Gronsfeld et Palfi (10 juillet)[25].
- 10 août : capitulation de Barcelone[24].

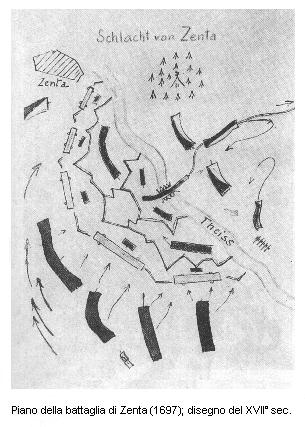
11 septembre : bataille de Zenta

- 11 septembre, deuxième guerre austro-turque : victoire du prince Eugène de Savoie-Carignan sur les Turcs à la bataille de Zenta, sur la Tisza en Transylvanie. 30 000 Ottomans sont tués et le sultan demande la paix[8].
- 20 - 21 septembre : le traité de Ryswick met fin à la Guerre de la Ligue d'Augsbourg. Louis XIV doit rendre ses acquisitions postérieures à la paix de Nimègue, mais garde Strasbourg, Sarrelouis et l’Alsace. La France reconnaît aux Hollandais le droit d’établir une ligne de garnisons, dite de la Barrière, dans les Pays-Bas espagnols[9].
- 7 octobre : le prince de Conti débarque à Oliva, près de Dantzig pour réclamer la couronne de Pologne ; il rentre en France dès le lendemain[21].
- 30 octobre : traité de paix conclu à Ryswick entre la France et l'Empire[9].
- 2 décembre : le chœur de la cathédrale Saint-Paul de Londres est ouvert au public[26].

- Famines en Finlande, en Suède, en Norvège et en Écosse. Un tiers de la population finlandaise est décimée[27].
- En Pologne-Lituanie, la langue ruthène est exclue des registres des tribunaux[28].
- Édit établissant les forges de Tobolsk pour les besoins de l’armée russe en fusils et canons[29].
- L’Italien Bratti créé à Vienne la première usine de tissage de soie[30].

## Naissances en 1697
- 1er janvier : Antonio Galli da Bibiena, scénographe, architecte, peintre et écrivain italien († 1770).
- 17 février : Charles Antoine de La Roche-Aymon, cardinal français, archevêque de Reims († 27 octobre 1777).
- 24 mars : Louis Constantin de Rohan, cardinal français, évêque de Strasbourg († 11 mars 1779).
- 9 juillet : Paolo Anesi, peintre baroque italien de la période rococo († 1773).
- 31 juillet : Pietro Paolo Vasta, peintre italien († 28 novembre 1760).
- 9 octobre : Pierre Philibert de Blancheton, homme politique, mécène de la musique et collectionneur français († 6 mars 1756).
- 18 octobre : Giovanni Antonio Canal dit Canaletto, peintre et graveur Italien († 19 avril 1768).
- 3 novembre : Philippe Sauvan, peintre français († 8 janvier 1792).
- 10 novembre : William Hogarth, peintre et graveur anglais († 26 octobre 1764).
- Date précise inconnue :
  - Michele Pagano, peintre italien de la fin de l'époque baroque († 1732).
  - Donato Paolo Conversi, peintre italien († 1760).

## Décès en 1697
- 1er janvier : Philippe Baldinucci, historien de l'art, peintre et biographe italien (° 1624).
- 8 janvier : Thomas Aikenhead, étudiant écossais (° 28 mars 1676).
- 29 mars : Nicolaus Bruhns, compositeur danois (° décembre 1665).
- 1er avril : Jan de Bray, peintre portraitiste néerlandais (° vers 1627).
- 4 avril : Giovanni Andrea Carlone, peintre italien (° 16 mai 1639).
- 8 avril : Niels Juel, amiral danois (° 8 mai 1629).
- 16 avril : Robert Ware, faussaire britannique (° 23 octobre 1639).
- 12 mai : Georges d'Aubusson de la Feuillade, évêque-prince de Metz (° 1609).
- 11 juin : Abraham Begeyn, peintre néerlandais (° vers 1637).
- 4 septembre[31] : François d'Orbay, architecte et graveur français (° 1634).
- 22 novembre : Libéral Bruant, architecte français (° vers 1636).
- Date précise inconnue : Mei Qing, peintre chinois (° 1623).